# トロットサンダー
トロットサンダー（欧字名:Trot Thunder、1989年5月10日 - 2004年11月）は、日本の競走馬、種牡馬。
1995年のマイルチャンピオンシップ（GI）、1996年の安田記念（GI）優勝馬である。8歳の日本調教馬として史上初めてJRA-GIを優勝した。その他の勝ち鞍は、1996年の東京新聞杯（GIII）。

## 生涯

### デビューまで

#### 誕生までの経緯
ラセーヌワンダは、北海道門別町の大崎善助牧場で生産された父テスコボーイの牝馬である。1972年、4歳時に地方競馬、南関東で競走馬デビューし2戦未勝利。その年限りで引退し、北海道鵡川町で繁殖牝馬となった。初年度の1973年に初仔を生産して以降、1988年までの16年間で14頭の仔を生産。不受胎、生後直死はそれぞれ一度だけであった。産駒14頭のうち、9頭が競走馬としてデビュー。1975年産牝馬の3番仔、ミスサミット（父:セダン）が1977年東京3歳優駿牝馬2着を含む26戦5勝、1979年産牡馬の6番仔、テイオーキング（父:セダン）が1981年ゴールドジュニア優勝を含む24戦3勝というのが目立った活躍だった。
ラセーヌワンダの繋養先は、馬主の平岡諭が1970年に開いたフラット牧場である。オーナーブリーダーとなった平岡は、ラセーヌワンダを牧場の基礎繁殖牝馬として導入していた。開場当初は、購入した幼駒の育成牧場としての側面が大きかったが、平岡が1975年に急死。その娘の夫である伊藤明信が牧場を継承すると、生産牧場に転向した。毎年のように仔を産むラセーヌワンダは、その仔がセリで良く売れることもあり、生産牧場の黎明期を支える1頭となっていた。
ラセーヌワンダが初めて不受胎で繁殖シーズンを終えた次の年の1988年、伊藤は交配相手にダイナコスモスを選択する。伊藤によれば「まず若くて馬力があって、受胎しやすい（中略）こと、種付け料が安いこと、日本の競馬はマイルから中距離が中心なのでそれに適した血統であること」という条件がダイナコスモスにすべて備わっていたという。また、老齢のラセーヌワンダの可能性を拡げるためにも、近親交配を避けるアウトブリードの種牡馬を選択していた。1989年5月10日、フラット牧場にてラセーヌワンダの15番仔である鹿毛の牡馬（後のトロットサンダー）が誕生する。

#### 幼駒時代
牧場での15番仔は、母に似て小柄であった。それに伊藤によれば「手間のかからない馬」「とてもおとなしい馬」だったという。ただ削蹄や血液検査の際に不機嫌になってしまうと「なかなか意志を曲げないタイプ」（伊藤）など気の強い一面も見せていた。当歳となったある日、北海道門別町の牧場経営者、藤本照男の紹介で牧場を訪問した石坂久行に1000万円で購買された。石坂は牧場訪問にあたって、浦和競馬所属の調教師である津金澤正男を同行させていた。15番仔を見た津金澤は、石坂に対し「テスコボーイの血が入っているから、いいんじゃないか」と薦めている。藤本と石坂が設立した「有限会社有匡」という法人名義で所有することとなり、15番仔には「トロットサンダー」という競走馬名が与えられた。
成長して2歳となったトロットサンダーの馬体は充実。その馬っぷりから石坂は、浦和競馬ではなく、中央競馬（JRA）でのデビューを検討するまでになっていた。しかし、門別町のある育成牧場で育成されて3歳となったトロットサンダーは、大きく痩せこけて、かつての馬っぷりを喪失してしまう。石坂は、そんなトロットサンダーの管理を複数の厩舎に持ちかけるも、拒否されてしまった。入厩先が見当たらない状況に直面した石坂は、結局津金澤を頼り、浦和競馬の津金澤厩舎からデビューすることが決定した。津金澤によれば、石坂から「（前略）ダメでもともとだから、あんたのところで一応やってみてくれんか」とお願いされたという。津金澤はトロットサンダーを放牧に出し、馬体の回復に専念させた。放牧を終えて浦和に入厩させたが、その姿は周囲から「痩せた熊」と貶められるほどだったという。4歳春にようやくかつての馬体を取り戻し、デビューに向けて本格的な調教を開始した。

### 競走馬時代

#### 浦和競馬デビューからJRA移籍 （4歳（1992年7月） - 7歳（95年10月）
4歳となった1992年7月1日、浦和競馬場の20万円以下でデビューし、逃げ切り2馬身差をつけて初勝利。それから9馬身、5馬身、3馬身、4馬身差で勝利。すべて浦和ダート1400メートルの逃げ切りでデビュー5連勝を果たした。年をまたいで5歳となった1993年1月3日、ここまで騎乗した桃井十四秋から、本間光雄に初めて乗り替わった6戦目、スタートで出遅れて、半馬身差し届かず2着に敗れた。それから鞍上が桃井に戻り1馬身半、4分の3馬身差をつけて2連勝。この後は、同じ南関東の大井競馬場や川崎競馬場へ参戦を考えていたが、直後に後ろ脚の球節の骨折が判明。競走能力を維持できるかどうかの瀬戸際となるほどの重傷で、「一度命を諦めたほど」（伊藤明信）だったが、石坂は引退させなかった。完治を目指して藤本牧場で放牧に出され、1年以上戦線を離脱した。
戦線離脱中、有限会社有匡の設立メンバーの片割れで、実質的な所有者ではない藤本が、トロットサンダーの中央競馬移籍を検討するようになった。藤本は、津金澤への相談なしに、JRAの調教師相川勝敏と所属厩務員矢作忠永へ移籍・転厩の約束を取り付けてしまった。6歳となった1994年5月23日、15カ月ぶりに復帰したあやめ特別を4馬身差の勝利。復活したトロットサンダーを目の当たりにした津金澤の様子を、井口民樹は「目頭が熱くなるほどうれしかった」と伝えている。津金澤はこの後、重賞の浦和記念出走へ思いを巡らせていたが、水面下でまとまっていた中央競馬移籍話をここで初めて聞かされたという。ほどなくしてトロットサンダーは津金澤厩舎を退厩。藤本は、トロットサンダーを所有していた有限会社有匡の代表石坂から「購入した」と吹聴し、まもなく藤本名義でJRAの競走馬登録を行った。美浦トレーニングセンターの相川厩舎に入厩し、矢作が担当厩務員となった。夏の北海道に遠征し、滞在中に後の主戦である横山典弘と初コンタクト。横山はこの時「GIとまでは言えないけど、オープンで走れるし、GIIIくらいは勝てる馬」であると感じたという。
7月17日、札幌競馬場の日高特別（900万円以下）で中央デビュー。初めての芝コース参戦となった。スタートでうまく出られず、道中の不利もありながらも半馬身差の2着となった。その後は、両前肢内側の橈骨に骨膜炎が生じて4か月休養となる。12月4日、中山競馬場の美浦特別（900万円以下）好位追走からクビ差抜きん出て、中央初勝利を挙げた。年をまたいで7歳となった1995年1月21日、初富士ステークス（1500万円以下）を中団から抜け出し、2馬身差の2連勝とした。3月12日には中山記念（GII）で重賞初出走を果たすも、初めての着外負けとなる7着。5月、東京競馬場の府中ステークス（1500万円以下）で勝利し、再び準オープンクラスを突破した。その後、重賞戦線に参戦するも、7月の札幌記念（GIII）を7着、8月の函館記念（GIII）を7着、10月8日の毎日王冠（GII）を3着と連敗。オーナー側は秋の目標を天皇賞（秋）としていたが、相川ら厩舎側がマイルへの適性を見出したことで、マイルチャンピオンシップを目指すことになった。10月28日のアイルランドトロフィーに出走すると、弥生賞2着の経験があるエアチャリオットに3馬身差をつけ、オープン競走初勝利を挙げた。

#### マイルチャンピオンシップ（7歳（1995年11月19日）
11月19日、マイルチャンピオンシップ（GI）でGI初出走を果たすと、単勝オッズ8.5倍の4番人気に推された。前年のスプリンターズステークス2着であり、セントウルステークス勝利から臨む5歳馬ビコーペガサスが2.9倍の1番人気。スワンステークス勝利から臨む4歳馬ヒシアケボノが3.6倍の2番人気。前々年のマイルチャンピオンシップ3着馬であり、毎日王冠2着から臨む6歳馬ドージマムテキが7.9倍の3番人気であった。
7枠13番からスタート後は中団後方を追走。逃げるエイシンワシントンが1000メートルを57.6秒で通過するハイペースの中、トロットサンダーは馬群の外側から進出。直線では、2番手から抜け出したヒシアケボノ目指して末脚を発揮し、残り50メートルで差し切った。メイショウテゾロやヒシアケボノに約1馬身4分の1差をつけて先頭で入線。移籍後10戦目で重賞初勝利、GI初挑戦でGI初勝利を挙げた。横山は「とにかく今日は、最後の脚に尽きます。まわりの馬が止まっているような感覚でした。」と述べている。2着は、単勝オッズ139.7倍の16番人気のメイショウテゾロであった。トロットサンダーとメイショウテゾロの組み合わせの馬番連勝式「13 - 18」の配当は、96番人気10万4390円となり、これは1992年阪神3歳牝馬ステークスに次いでGI史上2番目の高額配当であった。

#### 安田記念（8歳（1996年6月9日）
年をまたいで1996年、8歳の目標を安田記念、秋春マイルGI連覇に据えて2月4日の東京新聞杯（GIII）で始動。単勝オッズ2.2倍の1番人気に推される。スタートから後方で待機し、直線で外に持ち出し、末脚で以て差し切った。早めに抜け出してしまったこともあり、かわした相手に迫られたものの、クビ差だけ先着。重賞2勝目を挙げた。横山によれば、先頭に立った瞬間にソラ（走る気を失うこと）を使ってしまったという。それから5月11日、京王杯スプリングカップ（GII）にタイキブリザードに次ぐ2番人気で出走。後方待機で直線に向いたが、進路がしばらく見当たらず、大外に持ち出して追い上げたが差し届かなかった。先に抜け出した5番人気、前年の安田記念優勝馬でドバイ調教馬のハートレイクに半馬身以上、タイキブリザードにクビ差後れを取る3着。横山はこの騎乗を「ミス」であったと振り返っている。

6月9日、目標の安田記念（GI）に参戦。単勝オッズ3.3倍の1番人気に支持され、京王杯スプリングカップで先着を許したハートレイク、タイキブリザードをいずれも5.7倍の2、3番人気に押しのけた。3番人気以下にはヒシアマゾン、フラワーパーク、ジェニュインなど、出走17頭のうち8頭がGI優勝経験があるという「グランプリ並みの豪華メンバー」（『優駿』）であった。
6枠12番から好スタートを切るも控えて後方で待機。ヒシアケボノが逃げて平均ペースを刻んでいた。ヒシアケボノ先頭のまま直線に向き、トロットサンダーは大外に展開して追い上げを開始。伸びあぐねる先行勢を差し切った。まもなく逃げるヒシアケボノもかわして先頭となるも、一度かわしたタイキブリザードが盛り返し、トロットサンダーとタイキブリザードが全く並んで決勝戦を通過した。決着は写真判定に委ねられ、ハナ差、14センチ差でトロットサンダーが先着していた。GI2勝目、秋春マイルGI連覇を果たした。また8歳馬によるJRA-GI優勝は、1986年ジャパンカップ優勝のイギリス調教馬ジュピターアイランド以来2例目であり、日本調教馬として史上初の出来事であった。さらにグレード制導入以前のGIに相当する競走を含めても、1970年有馬記念を優勝したスピードシンボリが加わるのみで、日本調教馬の8歳馬による優勝はトロットサンダーが2例目であった。
横山は「前走は僕の失敗で負けただけに、今日は絶対勝ちたいと思っていました。（中略）直線に入って前とは差がありましたけど、それでも追い出したらいつも通り、凄い末脚を見せてくれました。（後略）」と述べている。横山は5月26日の優駿牝馬（オークス）にてノースサンデーに騎乗し5位で入線したが、直線コースでの蛇行により12着降着処分となり騎乗停止処分が下されたが、期間が2日（6月1日 - 2日、安田記念の前週）のみだったためにトロットサンダー騎乗が実現していた。
その後のトロットサンダーは、秋の目標を天皇賞（秋）に据え、毎日王冠から始動するローテーションを計画。夏を函館競馬場で過ごし、9月初めに美浦へ帰厩した。毎日王冠を目指したが、かねてより持病だった両前脚橈骨痛が再発したため、出走を断念、藤本牧場に放牧に出された。放牧中に馬主藤本の不正行為「名義貸し」（後述）が暴露された。この騒動に巻き込まれたトロットサンダーには、9月26日付でJRA競走馬登録の抹消処分が下され、競走馬引退に追い込まれた。

#### 名義貸し行為（1996年秋発覚）
名義貸しとは、馬主資格を持つ者が資格を持たない実質的な所有者のために名義を貸す行為をいい、競馬法第13条の規定に違反する不正行為である。ある馬が地方競馬から中央競馬に転厩する場合、それまでの馬主が中央競馬の馬主資格を持っていれば、そのまま継続して所有を続けられるが、そうでない場合は資格を持つ別の馬主への譲渡が必要となる。
トロットサンダーの場合、地方競馬時代の馬主は「有限会社有匡」であったが、同社は中央競馬の馬主資格を所持していなかったため、移籍の際にその所有権が中央競馬馬主の藤本に移されたとされていた。しかしJRAデビューから1年半もの間、実質的な所有権は有限会社有匡にあり、藤本は「名義貸し」を行っていた。1996年1月にようやく所有権が藤本に移り「名義貸し」状態は解消されたが、同年秋に「名義貸し」の過去があったことを第三者がJRAに暴露した。この当時「名義貸し」は水面下で横行していてJRAも積極的に処分に乗り出してはいなかったが、GI優勝馬のトロットサンダーは佐藤洋一郎によれば「スケープゴート」にされたという。
JRAは、馬主藤本を日本中央競馬会競馬施行規程第11条第4号から、9月27日付で馬主登録の取り消し処分とした。藤本から「石坂から購入した」と伝えられ、名義貸しの事実を知らなかった調教師相川は、日本中央競馬会競馬施行規程第126条第1号および第19号から、調教停止処分が下された。

### 種牡馬時代
引退翌年の1997年から、北海道浦河町の日高スタリオンステーションにて種牡馬として供用された。初年度は三桁の繁殖牝馬を集めたが、それをピークに右肩下がりで減少した。2004年4頭の繁殖牝馬との交配を終えた後、8月1日付で種牡馬供用停止、転売不明とされている。その後の繋養先は明らかにされていないが、競走馬のふるさと案内所によると、同年の11月に死亡したとの記載がある。 196頭の産駒が血統登録され、そのうち、ウツミジョーダンが種牡馬となった。ウツミジョーダンは1年のみ供用されたが、血統登録された産駒はウツミジャクソンの1頭のみである。ウツミジャクソンは既に登録を抹消されており、父系は存続しなかった。

## 競走成績
以下の内容は、JBISサーチおよびnetkeiba.com、『優駿』2004年5月号55頁に基づく。
| 競走日     | 競馬場 | 競走名             | 格     | 距離（馬場）  | 頭 数 | 枠 番 | 馬 番 | オッズ （人気） | オッズ （人気） | 着順 | タイム （上がり3F） | 着差 | 騎手        | 斤量 [kg] | 1着馬（2着馬）         | 馬体重 [kg] |
| ---------- | ------ | ------------------ | ------ | ------------- | ----- | ----- | ----- | --------------- | --------------- | ---- | ------------------- | ---- | ----------- | --------- | ---------------------- | ----------- |
| 1992.07.01 | 浦和   | サラ系4歳七        | 20下   | ダ1400m（稍） | 10    | 7     | 8     |                 | （1人）         | 01着 | 1:28.9              | -0.4 | 0桃井十四秋 | 54        | （ワンダースラッガー） | 466         |
| 0000.07.29 | 浦和   | サラ系4歳四        | 226下  | ダ1400m（良） | 9     | 6     | 6     |                 | （1人）         | 01着 | 1:28.8              | -1.8 | 0本間光雄   | 54        | （マコールビー）       | 464         |
| 0000.08.17 | 浦和   | サラ系4歳二        | 450下  | ダ1400m（良） | 6     | 6     | 6     |                 | （1人）         | 01着 | 1:29.2              | -1.0 | 0桃井十四秋 | 54        | （ムサシワンダー）     | 458         |
| 0000.09.08 | 浦和   | 若武蔵特別         |        | ダ1400m（良） | 6     | 3     | 3     |                 | （1人）         | 01着 | 1:28.2              | -0.6 | 0桃井十四秋 | 54        | （ミタカダンサー）     | 462         |
| 0000.10.10 | 浦和   | サラ系一般C1六C2二 | C1C2   | ダ1400m（良） | 11    | 2     | 2     |                 | （1人）         | 01着 | 1:27.2              | -0.7 | 0桃井十四秋 | 56        | （シーガルレコード）   | 460         |
| 1993.01.03 | 浦和   | サラ系一般C1四     | C1     | ダ1400m（良） | 10    | 7     | 8     |                 | （1人）         | 02着 | 1:29.4              | -0.1 | 0本間光雄   | 55        | コスモチユー           | 480         |
| 0000.01.21 | 浦和   | サラ系一般C1三     | C1     | ダ1400m（良） | 11    | 7     | 8     |                 | （1人）         | 01着 | 1:29.1              | -0.3 | 0本間光雄   | 55        | （ヘイセイソブリン）   | 476         |
| 0000.02.21 | 浦和   | ヒヤシンス特別     | C1     | ダ1600m（良） | 9     | 7     | 7     |                 | （1人）         | 01着 | 1:42.9              | -0.1 | 0本間光雄   | 55        | （イシノハワイアン）   | 474         |
| 1994.05.23 | 浦和   | あやめ特別         | C1     | ダ1600m（良） | 9     | 8     | 9     |                 | （1人）         | 01着 | 1:40.6              | -0.8 | 0桃井十四秋 | 56        | （ハシモクロタカ）     | 480         |
| 0000.07.17 | 札幌   | 日高特別           | 900下  | 芝1800m（良） | 10    | 3     | 3     | 06.7            | （4人）         | 02着 | 1:48.7 （36.0）     | -0.1 | 0横山典弘   | 57        | タケノクラウン         | 474         |
| 0000.12.04 | 中山   | 美浦特別           | 900下  | 芝1800m（良） | 14    | 2     | 2     | 03.4            | （1人）         | 01着 | 1:47.7 （35.6）     | -0.0 | 0横山典弘   | 56        | （マイネルロカビリー） | 468         |
| 1995.01.21 | 中山   | 初富士S            | 1500下 | 芝1600m（良） | 14    | 1     | 1     | 03.4            | （1人）         | 01着 | 1:33.6 （35.4）     | -0.3 | 0横山典弘   | 55        | （クアドリフォリオ）   | 472         |
| 0000.03.12 | 中山   | 中山記念           | GII    | 芝1800m（稍） | 12    | 3     | 3     | 12.0            | （4人）         | 07着 | 1:50.8 （35.1）     | -0.5 | 0横山典弘   | 57        | フジヤマケンザン       | 468         |
| 0000.05.20 | 東京   | 府中S              | 1500下 | 芝1600m（良） | 18    | 6     | 11    | 02.9            | （1人）         | 01着 | 1:33.8 （35.3）     | -0.4 | 0横山典弘   | 56        | （シンコウキング）     | 474         |
| 0000.07.02 | 札幌   | 札幌記念           | GIII   | 芝2000m（良） | 13    | 5     | 7     | 02.0            | （1人）         | 07着 | 2:01.8 （37.1）     | -0.4 | 0横山典弘   | 53        | スーパープレイ         | 468         |
| 0000.08.20 | 函館   | 函館記念           | GIII   | 芝2000m（重） | 16    | 4     | 8     | 07.6            | （3人）         | 07着 | 2:03.4 （37.1）     | -1.0 | 0横山典弘   | 56        | インターマイウェイ     | 474         |
| 0000.10.08 | 東京   | 毎日王冠           | GII    | 芝1800m（重） | 14    | 4     | 6     | 19.6            | （6人）         | 03着 | 1:48.9 （35.0）     | -0.5 | 0横山典弘   | 57        | スガノオージ           | 476         |
| 0000.10.28 | 東京   | アイルランドT      | OP     | 芝1600m（良） | 11    | 7     | 8     | 02.3            | （1人）         | 01着 | 1:33.3 （34.5）     | -0.5 | 0横山典弘   | 55        | （エアチャリオット）   | 476         |
| 0000.11.19 | 京都   | マイルCS           | GI     | 芝1600m（良） | 18    | 7     | 13    | 08.5            | （4人）         | 01着 | 1:33.7 （34.8）     | -0.2 | 0横山典弘   | 57        | （メイショウテゾロ）   | 474         |
| 1996.02.04 | 東京   | 東京新聞杯         | GIII   | 芝1600m（良） | 16    | 6     | 11    | 02.2            | （1人）         | 01着 | 1:34.4 （34.1）     | -0.1 | 0横山典弘   | 58        | （メイショウユウシ）   | 472         |
| 0000.05.11 | 東京   | 京王杯SC           | GII    | 芝1400m（良） | 15    | 5     | 8     | 03.3            | （2人）         | 03着 | 1:21.2 （34.1）     | -0.1 | 0横山典弘   | 59        | ハートレイク           | 476         |
| 0000.06.09 | 東京   | 安田記念           | GI     | 芝1600m（良） | 17    | 6     | 12    | 03.4            | （1人）         | 01着 | 1:33.1 （34.5）     | -0.0 | 0横山典弘   | 58        | （タイキブリザード）   | 472         |

## 種牡馬成績
以下の内容は、JBISサーチの情報に基づく。
| 種付年度 | 種付頭数 | 生産頭数 | 血統登録頭数 | 出走頭数 | 勝馬頭数 | 重賞勝馬頭数 | AEI  | CPI  |
| -------- | -------- | -------- | ------------ | -------- | -------- | ------------ | ---- | ---- |
| 1997     | 114      | 65       | 64           | 58       | 44       | 0            | 0.42 |      |
| 1998     | 60       | 42       | 40           | 39       | 27       | 2            | 0.80 |      |
| 1999     | 42       | 33       | 32           | 23       | 14       | 1            | 0.76 |      |
| 2000     | 47       | 23       | 22           | 13       | 7        | 0            | 0.15 |      |
| 2001     | 26       | 17       | 17           | 15       | 11       | 0            | 0.37 |      |
| 2002     | 14       | 10       | 10           | 8        | 6        | 0            | 0.29 |      |
| 2003     | 13       | 8        | 8            | 8        | 6        | 0            | 0.16 |      |
| 2004     | 4        | 4        | 3            | 2        | 1        | 0            | 0.12 |      |
| 合計     | 合計     | 合計     | 196          | 166      | 116      | 3            | 0.53 | 0.68 |

### 主な産駒
- ウツミジョーダン（報知オールスターカップ、北上川大賞典、しらさぎ賞、トパーズカップ、ウインターカップ、金杯、青藍賞）[58]
- トロットヒーロー（摂津盃）[63]
- トロットテイオー（高崎2歳優駿）[64]
- スターオブブリッジ（関東オークス2着）[65]

## 血統表
| トロットサンダーの血統        | トロットサンダーの血統                      | トロットサンダーの血統   | （血統表の出典）         | （血統表の出典） |
| 父系                          | ネアルコ系                                  | ネアルコ系               | ネアルコ系               | [ § 2 ]          |
| 父 ダイナコスモス 1983 鹿毛   | 父の父*ハンターコム Huntercombe 1967 黒鹿毛 | Derring-Do               | Darius                   | Darius           |
| 父 ダイナコスモス 1983 鹿毛   | 父の父*ハンターコム Huntercombe 1967 黒鹿毛 | Derring-Do               | Sipsey Bridge            |                  |
| 父 ダイナコスモス 1983 鹿毛   | 父の父*ハンターコム Huntercombe 1967 黒鹿毛 | Ergina                   | Fair Trial               | Fair Trial       |
| 父 ダイナコスモス 1983 鹿毛   | 父の父*ハンターコム Huntercombe 1967 黒鹿毛 | Ergina                   | Ballechin                |                  |
| 父 ダイナコスモス 1983 鹿毛   | 父の母シャダイワーデン 1977 栗毛            | *ノーザンテースト        | Northern Dancer          | Northern Dancer  |
| 父 ダイナコスモス 1983 鹿毛   | 父の母シャダイワーデン 1977 栗毛            | *ノーザンテースト        | Lady Victoria            |                  |
| 父 ダイナコスモス 1983 鹿毛   | 父の母シャダイワーデン 1977 栗毛            | シヤダイプリマ           | *マリーノ                | *マリーノ        |
| 父 ダイナコスモス 1983 鹿毛   | 父の母シャダイワーデン 1977 栗毛            | シヤダイプリマ           | ナイトアンドデイ         |                  |
| 母 ラセーヌワンダ 1969 栃栗毛 | 母の父*テスコボーイ Tesco Boy 1963 黒鹿毛   | Princely Gift            | Nasrullah                | Nasrullah        |
| 母 ラセーヌワンダ 1969 栃栗毛 | 母の父*テスコボーイ Tesco Boy 1963 黒鹿毛   | Princely Gift            | Blue Gem                 |                  |
| 母 ラセーヌワンダ 1969 栃栗毛 | 母の父*テスコボーイ Tesco Boy 1963 黒鹿毛   | Suncourt                 | Hyperion                 | Hyperion         |
| 母 ラセーヌワンダ 1969 栃栗毛 | 母の父*テスコボーイ Tesco Boy 1963 黒鹿毛   | Suncourt                 | Inquisition              |                  |
| 母 ラセーヌワンダ 1969 栃栗毛 | 母の母ラ・セーヌ 1956 栗毛                  | *リンボー                | War Admiral              | War Admiral      |
| 母 ラセーヌワンダ 1969 栃栗毛 | 母の母ラ・セーヌ 1956 栗毛                  | *リンボー                | Boojie                   |                  |
| 母 ラセーヌワンダ 1969 栃栗毛 | 母の母ラ・セーヌ 1956 栗毛                  | ラシフォード             | *アスフオード            | *アスフオード    |
| 母 ラセーヌワンダ 1969 栃栗毛 | 母の母ラ・セーヌ 1956 栗毛                  | ラシフォード             | ラシモア                 |                  |
| 母系(F-No.)                   | フラストレート系(FN:1-b)                    | フラストレート系(FN:1-b) | フラストレート系(FN:1-b) | [ § 3 ]          |
| 5代内の近親交配               | 5代内アウトブリード                         | 5代内アウトブリード      | 5代内アウトブリード      | [ § 4 ]          |
| 出典                          | 1. 2. 3. 4.                                 | 1. 2. 3. 4.              | 1. 2. 3. 4.              | 1. 2. 3. 4.      |